# Tourakou (Niamey)
Tourakou ist ein Stadtviertel (französisch: quartier) im Arrondissement Niamey II der Stadt Niamey in Niger.

## Geographie

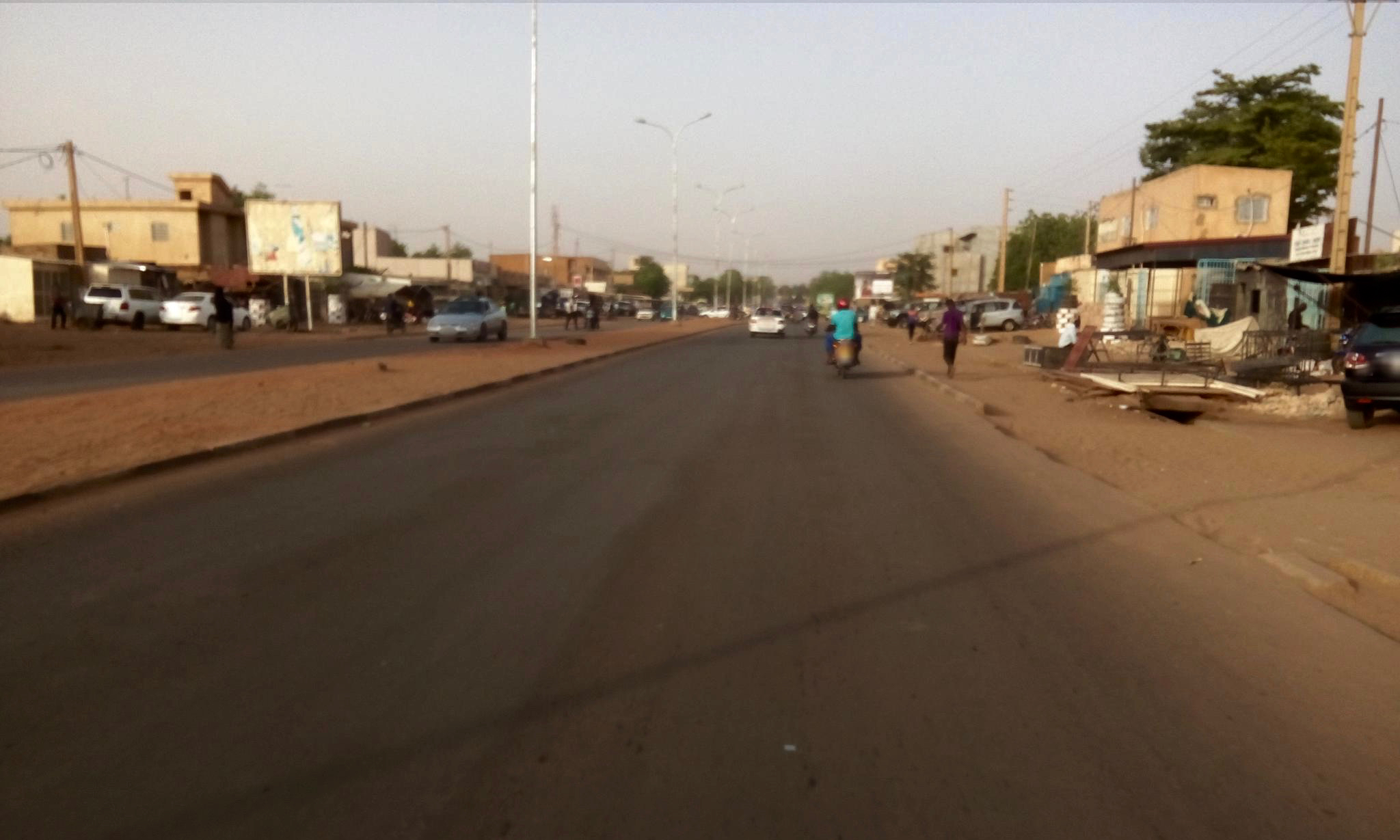
Der Boulevard Mali Béro an der Grenze zwischen den Stadtvierteln Tourakou, hier auf der linken Seite, und Boukoki III, hier auf der rechten Seite (2018)

Tourakou befindet sich nördlich des historischen Stadtzentrums von Niamey. Die umliegenden Stadtviertel sind Banifandou I im Norden, Djeddah Koira Mè im Osten, Boukoki II im Südosten, Boukoki III im Süden, Issa Béri im Südwesten und Dar Es Salam im Westen. Das Stadtviertel liegt in einem Tafelland mit einer Sandschicht, die bis auf den Nordosten des Stadtviertels mehr als 2,5 Meter tief ist. Durch den Südwesten von Tourakou verläuft das Trockental Gounti Yéna, das einen Alluvialboden mit einem hohen Grundwasserspiegel aufweist, der keine Einsickerung ermöglicht.
Das Standardschema für Straßennamen in Tourakou ist Rue KM 1, wobei auf das französische Rue für Straße das Kürzel KM für Koira Mè und zuletzt eine Nummer folgt. Dies geht auf ein Projekt zur Straßenbenennung in Niamey aus dem Jahr 2002 zurück, bei dem die Stadt in 44 Zonen mit jeweils eigenen Buchstabenkürzeln eingeteilt wurde. Diese Zonen decken sich nicht zwangsläufig mit den administrativen Grenzen der namensgebenden Stadtteile. So wird das Schema Rue KM 1 nicht nur in Djeddah Koira Mè, sondern auch in Tourakou angewendet.

## Geschichte
Tourakou entstand als eigenes Stadtviertel in den 1990er Jahren, als Teile der für Infrastruktureinrichtungen vorgesehenen Flächen umgewidmet wurden. Der Ortsname kommt aus der Sprache Hausa und bedeutet „Viehmarkt“. Wörtlich werden als turaaku (Mehrzahl von turki) Pflöcke bezeichnet, an denen (für den Verkauf bestimmtes) Vieh festgebunden wird.

## Bevölkerung
Bei der Volkszählung 2012 hatte Tourakou 12.921 Einwohner, die in 2052 Haushalten lebten.

## Infrastruktur
In Tourakou gibt es einen Viehmarkt und einen Altmetallmarkt, deren Strahlkraft in den gesamten Ballungsraum von Niamey reicht. Der Viehmarkt wurde 1972 vom Gelände des späteren General-Seyni-Kountché-Stadion hierher verlegt. Er stammt in seiner jetzigen Form aus dem Jahr 2005 und erstreckt sich über eine Fläche von 7 Hektar. Der Altmetallmarkt besteht seit dem Jahr 1970 und ist 1,4 Hektar groß.